# スタッド・ドゥ・トゥールビヨン
スタッド・ドゥ・トゥールビヨン（Stade de Tourbillon）は、スイス・ヴァレー州シオンにあるサッカー専用スタジアム。FCシオンがホームスタジアムとして使用している。

## 概要
1966年に総工費約160万CHFを投じて建設が始まり、それから2年後の1968年8月11日に開場した。1986年には大規模な改修工事が行われ4つのスタンド全てに屋根が付設された。
2010年10月、総額1,300万CHFの融資をシオン市から受け、およそ10年をかけてスタジアムの近代化を進めることとなった。木製ベンチの取り替えや入場口、大型モニターの新設などを行い、すべての工程が終了した2021年にはUEFAからUEFAスタジアムカテゴリー最高ランク星4つを与えられた。
2010年6月4日には2010 FIFAワールドカップ直前の強化試合として日本代表対コートジボワール代表の親善試合が行われ、コートジボワール代表が2-0で勝利を収めた。

## 開催された主な試合
- 国際Aマッチ

| 日付          | ホームチーム | 結果 | アウェーチーム   | ラウンド           |
| ------------- | ------------ | ---- | ---------------- | ------------------ |
| 1985年3月27日 | スイス       | 0-2  | チェコスロバキア | 親善試合           |
| 1994年9月6日  | スイス       | 1-0  | アラブ首長国連邦 | 親善試合           |
| 2010年6月1日  | スイス       | 0-1  | コスタリカ       | 親善試合           |
| 2010年6月4日  | 日本         | 0-2  | コートジボワール | 親善試合           |
| 2014年5月31日 | アルジェリア | 3-1  | アルメニア       | 親善試合           |
| 2019年9月8日  | スイス       | 4-0  | ジブラルタル     | UEFA EURO 2020予選 |

## ギャラリー

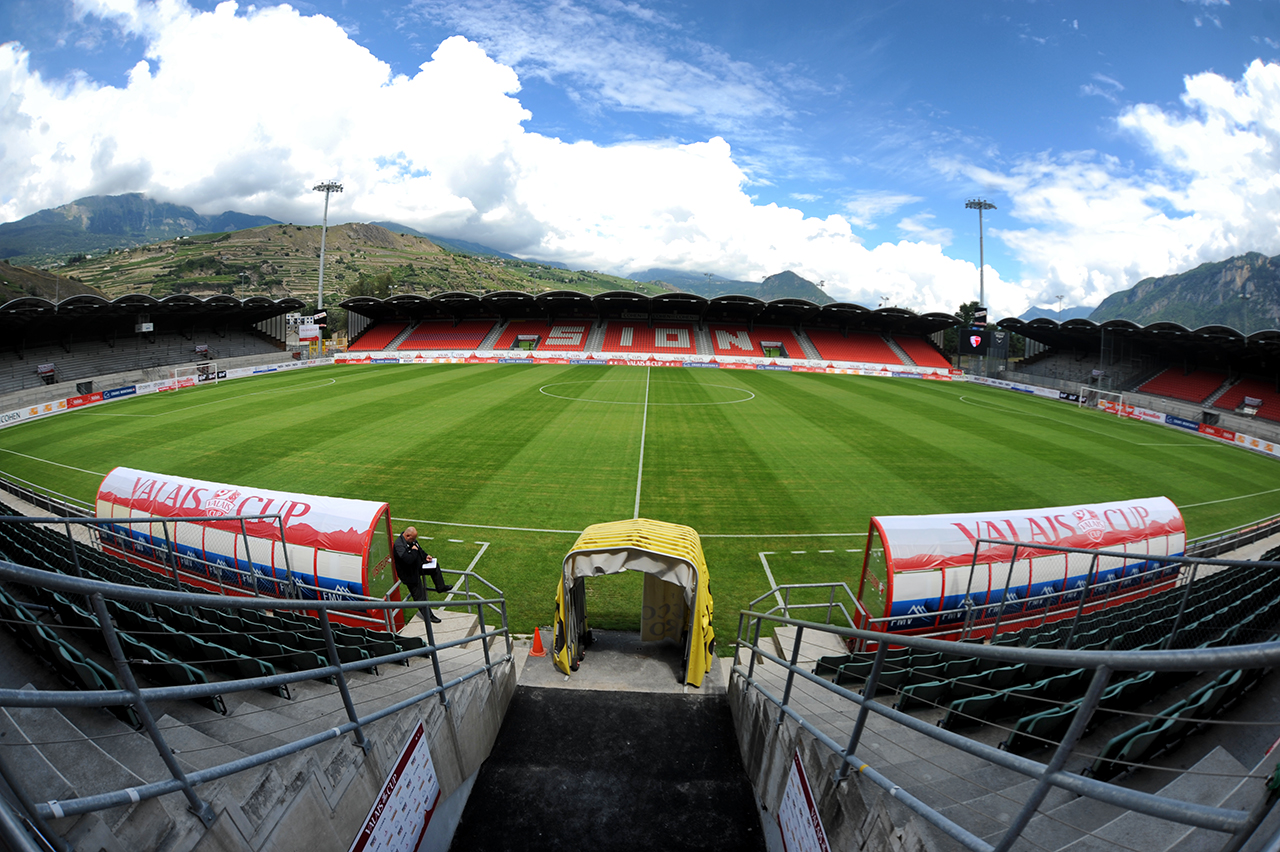
メインスタンドからの眺め
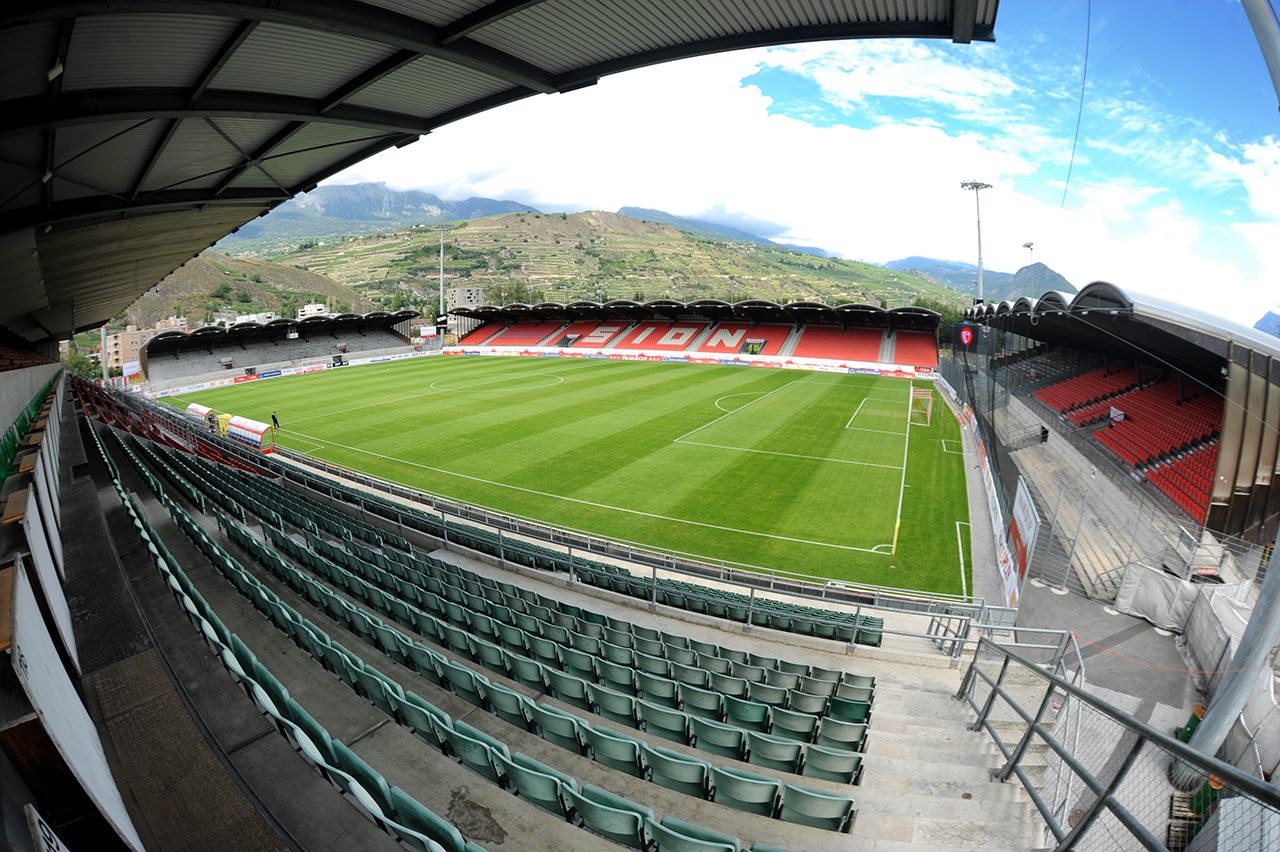
2015年の内観
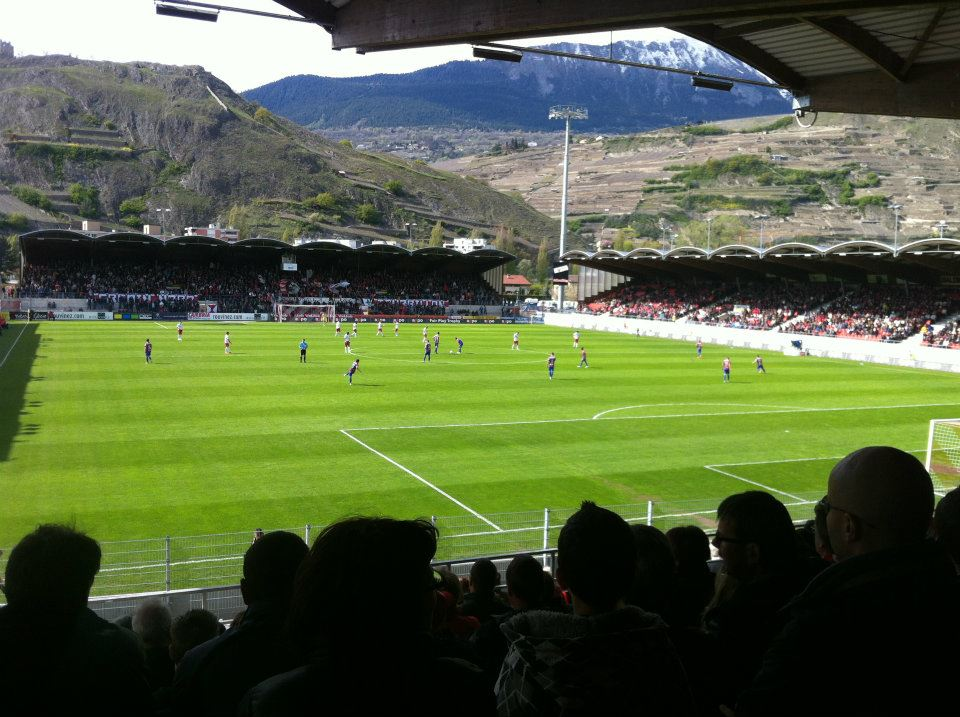
試合中のスタジアム (2012年)
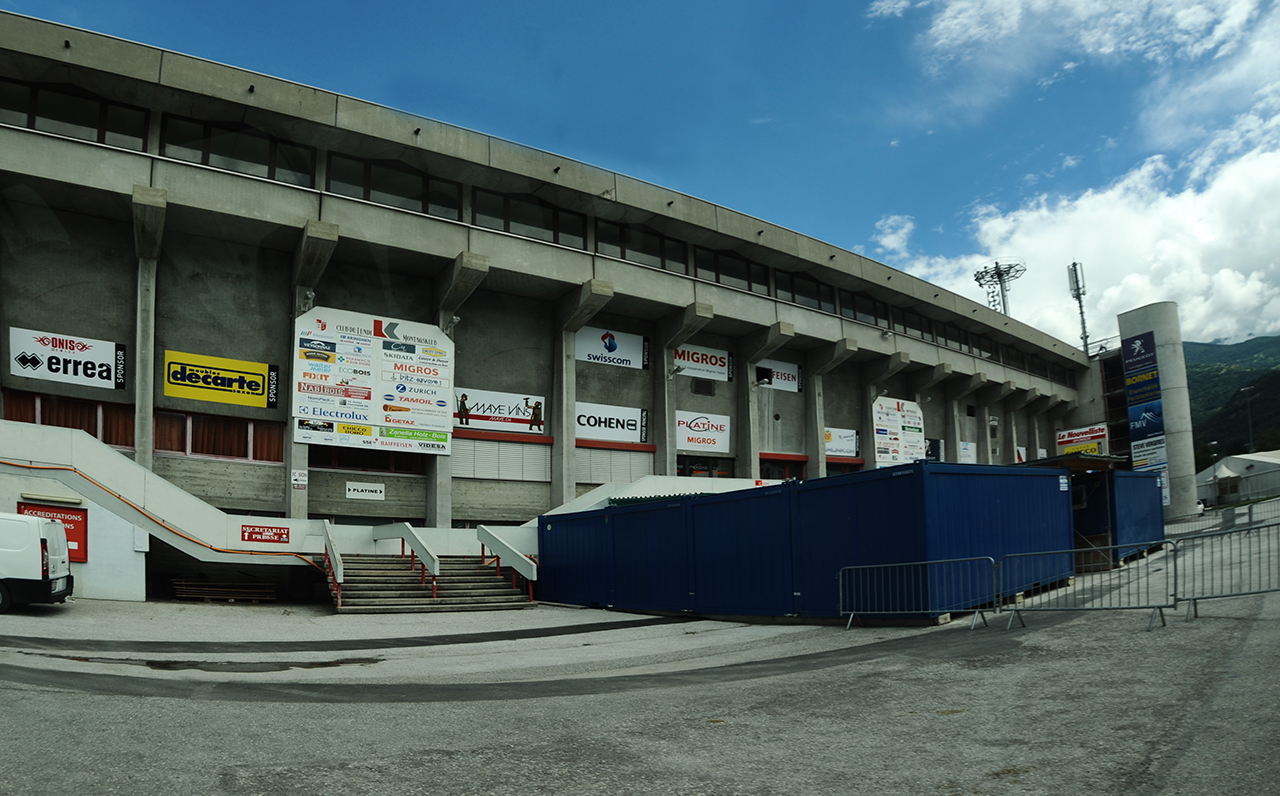
2015年の外観
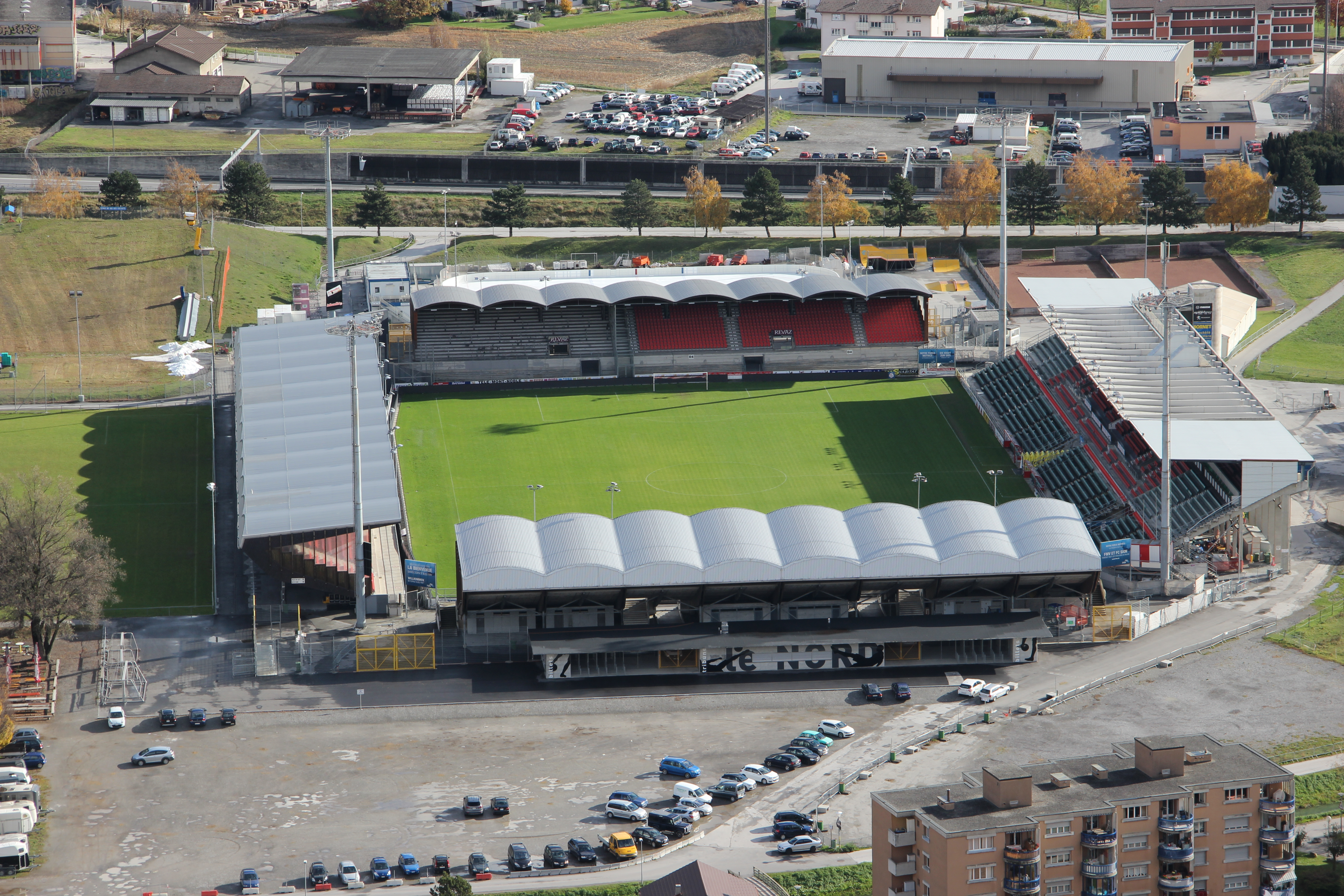
スタジアムの空撮 (2014年)